# Vergrämung
Vergrämung bzw. Vergrämen (aus der Jägersprache, Wortherkunft von Gram: ursprüngliche Bedeutung „Groll“, heute eher „Sorge“) bezeichnet die wiederholte Störung und das dadurch bewirkte Vertreiben von Wildtieren. Vergrämung wird sowohl im Wildtiermanagement als auch bei Konflikten mit Wildtieren in Wohn- und Wirtschaftsgebäuden eingesetzt.

## Methoden
Wenn die Störungen nicht mit unmittelbar negativen Erfahrungen verbunden sind, kann es zu Gewöhnungseffekten bei den Wildtieren kommen, welche die Wirksamkeit der Maßnahmen reduzieren (so z. B. bei der klassischen Vogelscheuche, welche nach kurzer Zeit ihren Effekt verliert). Um den erwünschten Effekt zu erzielen, kann es zudem notwendig sein, dass die angewandten Vergrämungsmaßnahmen wiederholt werden müssen. Andernfalls ist es möglich, dass die vergrämten Tiere zwar den betreffenden Ort wechseln bzw. meiden, es aber nicht zu einer Verknüpfung des unerwünschten Verhaltens mit dem Störreiz kommt und eine Verhaltensänderung des Tieres im Sinne einer negativen Konditionierung somit ausbleibt. Damit es zu einer erfolgreichen, negativen Konditionierung kommt, ist es daher wichtig, dass das Tier im Rahmen der Vergrämung in klar erkennbaren Situationen wiederholt mit Strafreizen konfrontiert wird.
Wenn Vergrämung mit dem Töten von Individuen, oder der Zerstörung von Nestern einhergeht, so unterliegt dies dem jeweiligen Naturschutz- bez. Jagdrecht. Dabei gelten für invasive Arten, wie z. B. Nutrias, oft andere Regelungen, als für im Gebiet heimische Arten.
Mögliche Methoden zur Vergrämung sind:
- gezielte Tötung einzelner Individuen, um die übrigen Individuen zum Verlassen der Gegend zu bewegen,[4]
- Zerstörung von Nistplätzen (oder Gelegen), Schlafplätzen, Höhlen, Bauten, Rückzugsorten, u. ä.[7]
- Konfrontation mit natürlichen Fressfeinden, wie etwa Greifvögel im Rahmen der Beizjagd oder durch den Einsatz von Hunden,[4] oder deren Imitation, etwa durch Flugdrohnen oder Fesseldrachen[8]
- Schmerzimpulse, z. B. durch Gummigeschosse oder elektrische Schläge an Elektrozäunen[5]
- akustische Störungen, z. B. durch Schreckschusswaffen, Knallgeräte, Ultraschallgeräte, Sprengstoff (Vergrämungsexplosion),[9] Prädatorenrufe vom Tonband, o. ä.[10]
- optische Störungen, z. B. irritierende bzw. reflektierende Gegenstände[8]
- olfaktorische Störungen, z. B. unter Zuhilfenahme übelriechender Substanzen[10] oder dem gezielten Einsatz von Pheromonen
- bauliche Maßnahmen bei Wohn- und Wirtschaftsgebäuden (defensive Architektur, sowie nachträgliche, bauliche Veränderungen[11])
- unerreichbar aufbewahrte Abfälle, z. B. durch speziell gesicherte Behälter für Bio- und Restmüll, z. B. um Waschbären fernzuhalten[12]

Zur Durchführung der Vergrämungsmaßnahmen werden mitunter spezielle Personen angestellt, so z. B. mit den vor allem in historischen Zeiten existenten, sogenannten „Wingertschützen“ (auch Weinbergsschützen bzw. Feld-/Weinbergshüter) oder in neuerer Zeit die mit der Vogelabwehr zwecks Vermeidung von Vogelschlag beauftragten Berufsjäger an großen Flughäfen.